# Gunung Kembang (Sarolangun)
Gunung Kembang is een bestuurslaag in het regentschap Sarolangun van de provincie Jambi, Indonesië. Gunung Kembang telt 4203 inwoners (volkstelling 2010).